# 森田重次郎

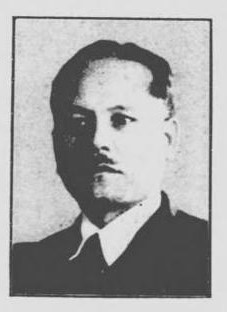
森田重次郎

森田 重次郎（もりた じゅうじろう、1890年5月25日 - 1988年5月12日）は、日本の政治家、衆議院議員（7期）。

## 人物
青森県上北郡上北町（現東北町）出身。幸次郎の長男。1911年、青森師範卒業。1937年、衆議院議員に当選。戦後、公職追放された。趣味は和歌、文学。

## 略歴
- 1890年5月25日（明治23年）- 青森県上北郡上北町生まれ
- 1936年（昭和11年）- 第19回衆議院議員総選挙青森1区落選（立憲民政党）
- 1937年（昭和12年）- 第20回衆議院議員総選挙初当選
- 1942年（昭和17年）- 第21回衆議院議員総選挙当選（翼賛政治体制協議会推薦）
- 1945年（昭和20年）- 幣原内閣文部参与官
- 1946年（昭和21年）- 公職追放[3]
- 1951年（昭和26年）- 追放解除[4]
- 1952年（昭和27年）- 第25回衆議院議員総選挙青森1区当選（改進党）
- 1953年（昭和28年）- 第26回衆議院議員総選挙落選
- 1955年（昭和30年）- 第27回衆議院議員総選挙落選（日本民主党）
- 1958年（昭和33年）- 第28回衆議院議員総選挙落選（自由民主党）
- 1959年（昭和34年）- 第5回参議院議員通常選挙青森県選挙区次点
- 1960年（昭和35年）- 第29回衆議院議員総選挙当選
- 1961年（昭和36年）- 第2次池田第1次改造内閣厚生政務次官
- 1963年（昭和38年）11月 - 第30回衆議院議員総選挙当選
  - 12月-衆議院地方行政委員長
- 1967年（昭和42年）- 第31回衆議院議員総選挙当選
- 1968年（昭和43年）- 第25代裁判官弾劾裁判所裁判長
- 1969年（昭和44年）- 第32回衆議院議員総選挙当選
- 1971年（昭和46年）- 初代八戸短期大学（現・八戸学院短期大学）学長
- 1972年（昭和47年）- 第33回衆議院議員総選挙落選
- 1988年（昭和63年）- 死去